# حرب فيتنام (1945–1946)
حرب فيتنام من (1945 - 1946) هي نزاع مسلح في مرحلة ما بعد الحرب العالمية الثانية شارك فيه كل من بريطانيا والهند وفرنسا واليابان في مقابل حركة التحرير الوطني الفيتنامية فيت مين من أجل السيطرة على البلاد بعد استسلام اليابان غير المشروط.
أطلق البريطانيون على حرب فيتنام الاسم الرمزي «عملية السيادة» (بالإنجليزية: Operation Masterdom) وتُعرف أيضًا باسم حرب المقاومة الجنوبية بالنسبة للفيتناميين، وهي نزاع مسلح تلا الحرب العالمية الثانية يضم فرقة عمل بريطانية-هندية وفرنسية كبيرة وقوات يابانية تابعة لمجموعة جيش الحملة الجنوبية، ضد الحركة الشيوعية الفيتنامية «فيت مين»، للسيطرة على النصف الجنوبي من البلاد، بعد استسلام اليابان غير المشروط.
شملت الحروب الهندوصينية ثلاثة حروبٍ بشكل عام: أولها الحرب الهندوصينية الأولى غير الناجحة للفرنسيين ضد قوات فيت مين القومية التي استمرت ثمانية أعوام (1946-1954)؛ وثانيها حرب السيطرة على جنوب فيتنام التي تضمنت تدخل الولايات المتحدة غير الناجح، وانتهت عام 1975، وأخيرًا النزاع في كمبوديا الذي أشعله الغزو الفيتنامي في 1978. هذا الترقيم يتجاهل النزاع الأولي (الذي استمر من عام 1945 حتى عام 1946) الذي حدث عقب إنزال قوات الاحتلال البريطاني في مدينة سايغون لتولي إجراءات استسلام القوات اليابانية.

## الخلفية
في يوليو عام 1945 في مدينة بوتسدام (ألمانيا)، قرر قادة الحلفاء تقسيم الهند الصينية إلى نصفين -عند خط عرض ◦16 شمال خط الاستواء- للسماح لشيانج كاي شيك تولي إجراءات استسلام القوات اليابانية في الشمال، بينما يتولى اللورد لويس مونتباتن المهمة نفسها في الجنوب. اتفق الحلفاء على سيادة فرنسا على الهند الصينية الفرنسية، ولكن بسبب ضعف فرنسا الشديد نتيجة الاحتلال الألماني، أُدخلَت قوة بريطانية-هندية لمساعدة الفرنسيين على إعادة تعزيز سيطرتهم على ممتلكاتهم الاستعمارية السابقة.
ولتنفيذ الجزء الذي يخصه من المهمة، تعيَّن على اللورد مونتباتن (القائد الأعلى لقوات التحالف في منطقة جنوب شرق آسيا) أن يُشكل مفوضية حلفاء لتذهب إلى سايغون وقوةً عسكرية تتألف من فرقة مشاة تحت اسم «قوات التحالف البرية في الهند الصينية الفرنسية»، كانت مهمتها الحفاظ على النظام المدني في المنطقة المحيطة بسايغون، وفرض الاستسلام الياباني، وتقديم المساعدة الإنسانية إلى الأسرى والمعتقلين من قوات التحالف.
تركزت اهتمامات مفوضية الشرق الأقصى التابعة للحلفاء في المقام الأول على حل مقرات القيادة العليا للجيش الإمبراطوري الياباني في جنوب شرق آسيا وتقديم المساعدات الإنسانية لأسرى الحرب. عُيِّن اللواء دوغلاس غريسي رئيسًا للمفوضية، وتبعه اللواء 80 (بقيادة العميد دي. إي. تاونتون) من الفرقة 20 الهندية إلى فيتنام، وكان يمثل قوات التحالف البرية في الهند الصينية الفرنسية.
في أواخر أغسطس من عام 1945، كانت قوات الاحتلال البريطانية على استعداد للمغادرة إلى وجهات مختلفة في جنوب شرق آسيا، وكان بعضها في طريقها، عندما أثار اللواء دوغلاس مكارثر جلبة في قيادة جنوب آسيا بمنعه إعادة الاحتلال قبل أن يتسلم بشكل شخصي استسلام اليابان في طوكيو، الأمر الذي كان من المقرر حدوثه في 28 أغسطس ولكن أُجِّلت مراسم توقيع الاستسلام نتيجة حدوث إعصار إلى 2 سبتمبر.
كان لقرار مكارثر عواقب وخيمة، لأن التأخير في وصول قوات الحلفاء مكَّن مجموعات الثوار من ملء فراغ السلطة التي كان موجودًا في جنوب شرق آسيا منذ إعلان الاستسلام الياباني في 15 أغسطس. كان الشيوعيون هم المستفيدون الرئيسيون من ذلك في الهند الصينية، الذين كانوا يسيطرون سيطرة تامة على حركة «فيت مين»، التحالف الوطني الذي أسسه هو تشي مين في عام 1941. سارعوا في للاستيلاء على مقرات الحكومة في هانوي وسايغون عن طريق قتل أو تخويف خصومهم.
في الوقت الذي اعترف فيه الحلفاء بسيادة فرنسا على الهند الصينية عارض الأمريكيون استعادة الفرنسيين الحكم فيها، ولم يكن هنالك عداء أمريكي رسمي تجاه حركة فيت مين التي يقودها الشيوعيين.
أقام مكارثر أخيرًا مراسم توقيع الاستسلام على متن السفينة الحربية يو إس إس ميزوري في 2 سبتمبر، وبعد ثلاثة أيام، هبط أول فرق الإنقاذ الطبية بواسطة المظلات في معسكرات أسرى الحرب. خلال الأيام التالية، وصل فريق تقدم صغير من أفراد الدعم مع مرافقة من مشاة قوات غريسي إلى سايغون لتفقد الأوضاع والإبلاغ عنها. في 11 سبتمبر، حلق لواء عسكري من قاعدة هماوبي الجوية في بورما (ميانمار) عبر بانكوك.  صادفت وحدات الحلفاء المتقدمة تلك وضعًا غريبًا عند هبوطها في سايغون حيث تولى استقبالهم وحراستهم اليابانيون وقوات فيت مين المدججين بالسلاح. كان السبب وراء حمل هؤلاء الجنود للسلاح هو تجريدهم للفرنسيين من أسلحتهم واحتجازهم لهم قبل ستة أشهر (في 9 مارس)، لأن اليابانيين كانوا يخشون من هبوط أمريكي في الهند الصينية بعد سقوط مانيلا ولم يثقوا بالفرنسيين.

## التدخل البريطاني
عند وصول غريسي في 13 سبتمبر لتولي إجراءات استسلام القوات اليابانية، أدرك على الفور خطورة الوضع في البلاد. انهارت الخدمات الإدارية في سايغون، واستولت مجموعة غير خاضعة لسيطرة فيت مين التامة على السلطة. بالإضافة إلى ذلك، نظرًا إلى أن اليابانيين كانوا مسلحين بالكامل، خشي الحلفاء من مقدرتهم على تقويض مكانتهم. علاوة على ذلك، كانت التواصل ضعيفًا بين غريسي والقيادة العليا في بورما بسبب سحب الحكومة الأمريكية لكتيبة الإشارة الأمريكية الخاصة به بشكل مفاجئ لأسباب سياسية، وكانت تلك خسارة يستغرق تعويضها عدة أسابيع.
كتب غريسي أنه في حال عدم فعل شيء، فإن حالة الفوضى ستزداد سوءًا. تفاقم هذا الوضع بسبب افتقار فيت مين للسيطرة القوية على بعض الجماعات المتحالفة معها. وبسبب هذا، تمكن الفرنسيون من إقناع غريسي (في خطوة يتجاوز فيها الصلاحيات الممنوحة له من قبل مونتباتن) بإعادة تسليح أفواج المشاة المحليين في المستعمرات الذين كانوا أسرى حرب.
سمح غريسي بإعادة تسليح نحو 1000 أسير فرنسي سابق. سيكونون قادرين عند وصول قوات كوماندوس فوج المشاة الاستعماري الخامس المُشكَّل حديثًا من رفع يد حركة فيت مين عن السلطة في سايغون. رأى غريسي ذلك أنه أسرع طريقة للسماح للفرنسيين بتعزيز سلطتهم في الهند الصينية والسماح له بالمضي قدمًا في نزع سلاح اليابانيين وإعادتهم إلى وطنهم.
واجه غريسي مشكلة أخرى في العلاقة بينه وبين مونتباتن. حدث أحد الأمثلة على ذلك عند وصول غريسي في سبتمبر عندما صاغ إعلانًا يعلن فيه الأحكام العرفية وأنه مسؤول عن القانون والنظام في الهند الصينية جنوب خط عرض 16°. في المقابل اعترض مونتباتن على ذلك مدعيًا بأن غريسي مسؤول عن الأمن العام في المناطق الرئيسية فقط. نُشِر الإعلان في 21 سبتمبر، وعلى الرغم من عدم موافقة مونتباتن على صيغته، فقد دعم كل رئيس الأركان ووزارة الخارجية غريسي.
خلال الأيام التالية، قوض غريسي سلطة حركة فيت مين على سايغون، واستبدل بحراسهم في النقاط الحيوية قواته الخاصة التي سلمتها بدورها لاحقًا للقوات الفرنسية. تم تبني هذا الإجراء لأن فيت مين لم تكن لتتنازل عن مواقعا للفرنسيين بشكل مباشر.

## وصلات خارجية
- Vietnam Wars: 1945-1972
- The first Vietnam War, by Mark Atwood Lawrence, Fredrik Logevall